# تشارلز أنطوان كامبون
تشارلز أنطوان كامبون (21 أبريل 1802 باريس - 22 أكتوبر 1875 باريس)، مصور سينوغرافي فرنسي اكتسب شهرة دولية في العصر الرومانسي.

## حياته
لا يُعرف الكثير عن حياة كامبون المبكرة، باستثناء أنه كان ناشطًا كفنان ألوان مائية وفنان بني داكن (أي استخدام اللون البني الداكن ودرجاته فقط في الرسم)، ولاحقًا درس مع مصمم الديكور المسرحي الفرنسي بيير لوك تشارلز سيسيري [الإنجليزية]، تعرف كامبون في مشغل سيسيري على الرسام فيلاستر الذي أصبح أول شريك له على المدى الطويل.
يتضح من تصميم المسرح في مكتبة ومتحف الأوبرا أن فيلاستر وكامبون عملا معًا في عام 1824 على أبعد تقدير، ومنذ ذلك الوقت وحتى عام 1848، تعاون فيلاستر وكامبون مع العديد من اللجان المشتركة للديكورات الداخلية المسرحية وتصميمات المسرح.

مجموعة تصميم للفصل الخامس ، المشهد 2 من لا رين دي شيبر (1841)

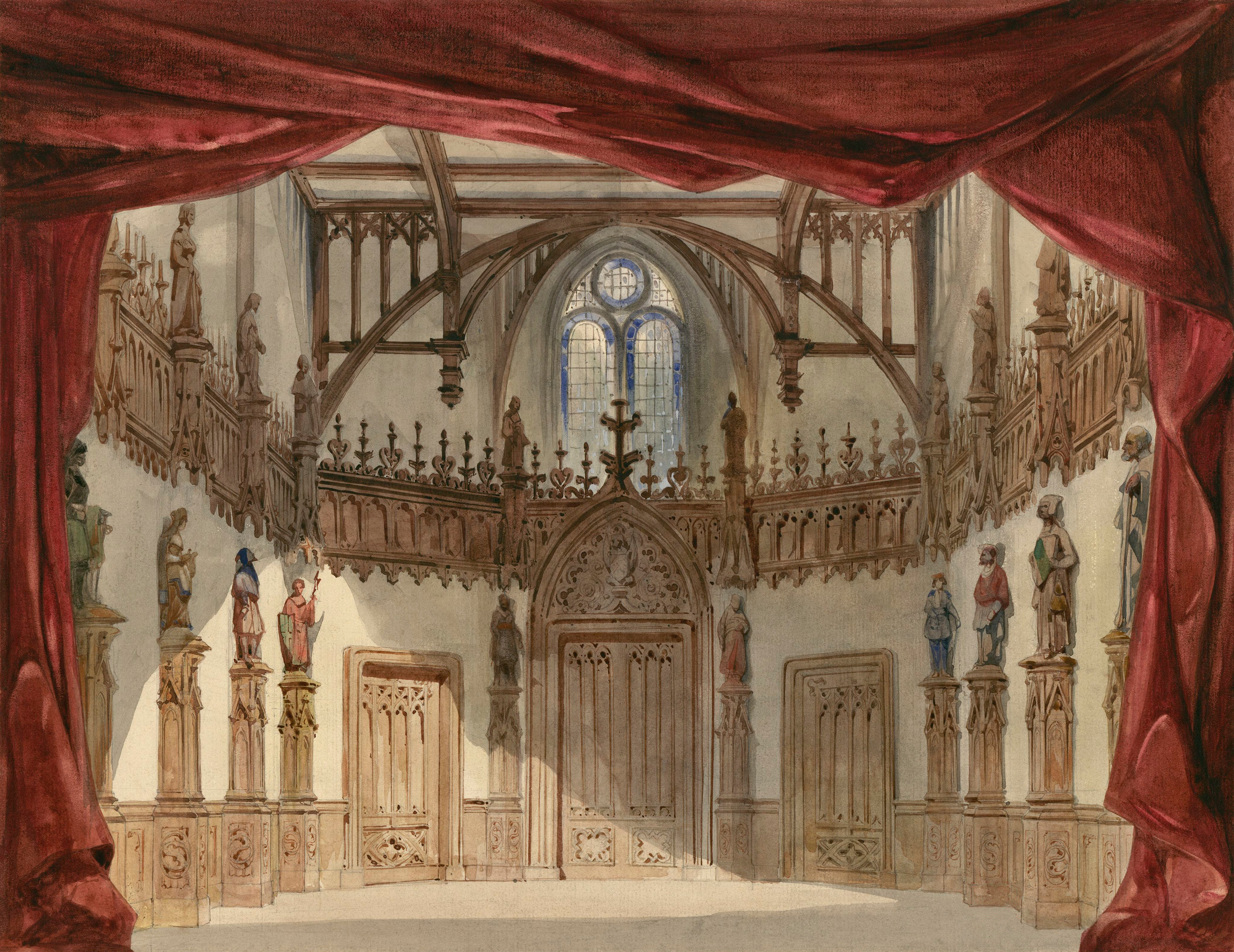
التعاون مع Humanité René Philastre لـ Les Burgraves ، الفصل الثاني (الإنتاج الأول ، 1843)

## أسلوب

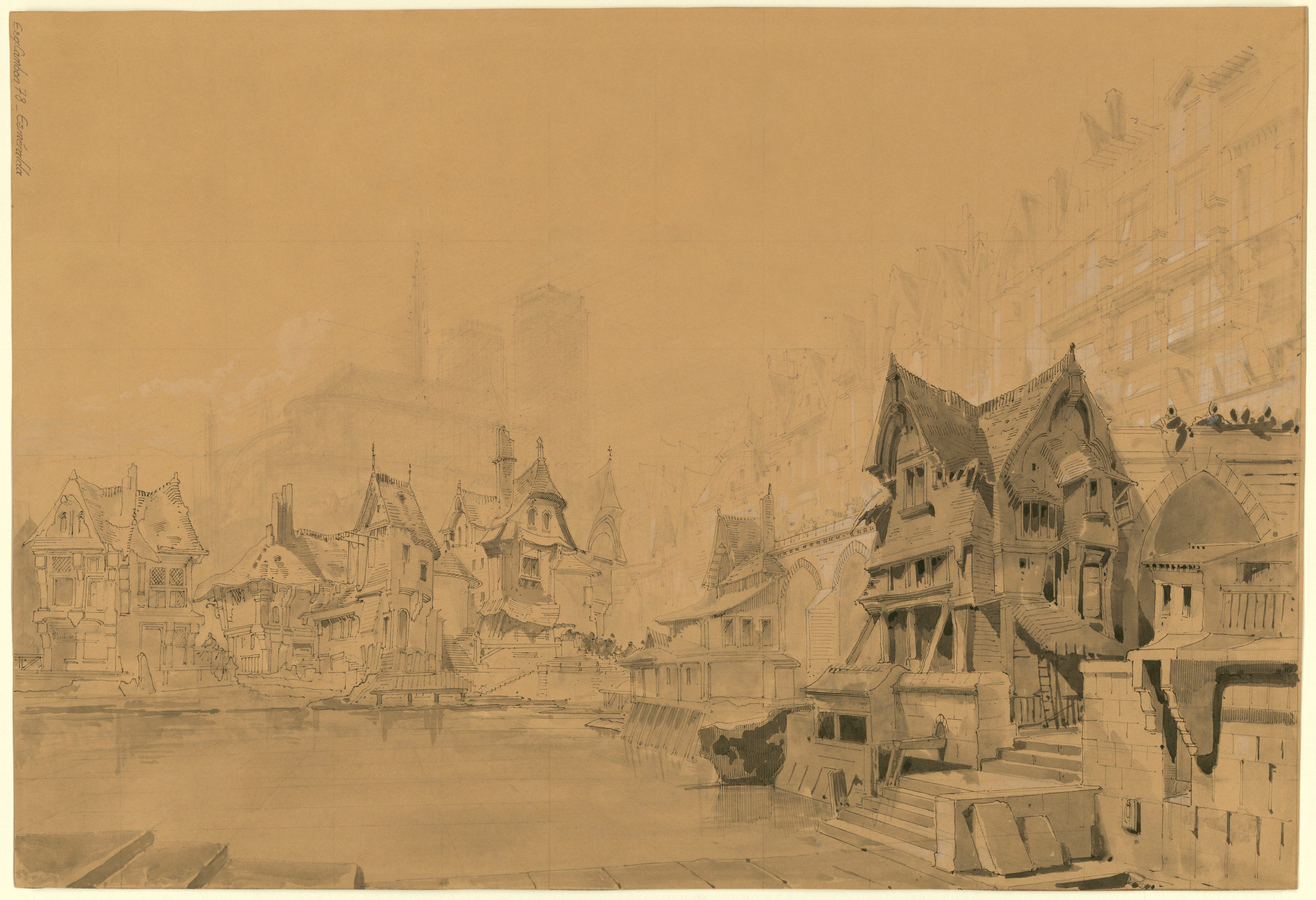
لا إزميرالدا ، الفصل الثالث ، المشهد الأول

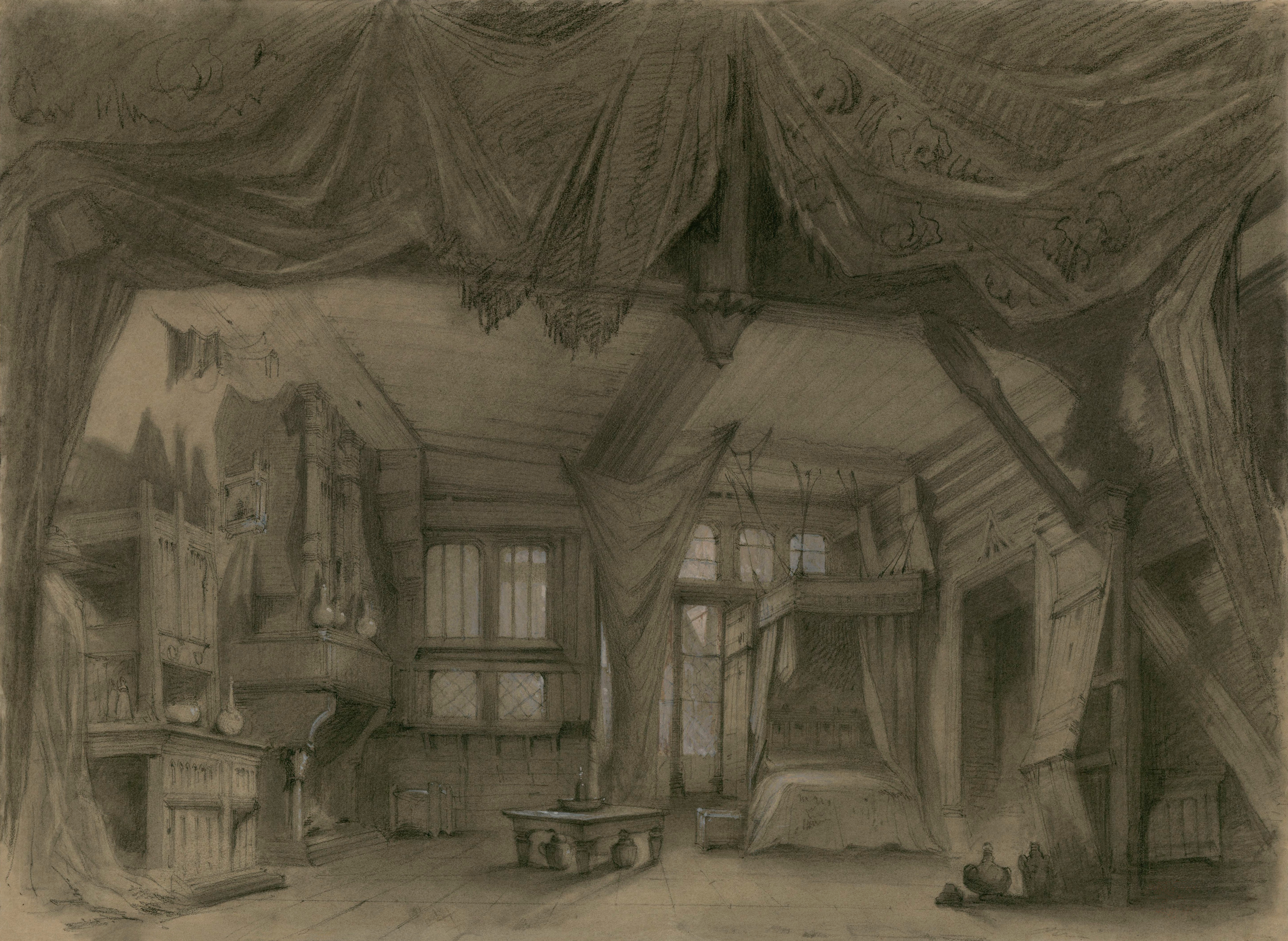
لا إزميرالدا ، الفصل الثالث ، المشهد 2.

على الرغم من أن كامبون، مثل معظم مصممي السينوغرافيين المعاصرين، خلق مناظر من أنواع وأنماط مختلفة خلال حياته المهنية الطويلة، إلا أنه حقق التميز الحقيقي في البيئات المعمارية. علاوة على ذلك، تكشف تصميمات ونماذج مقياس كامبون بألوان كونتي أو البني الداكن أو الباستيل عن براعة الرسم الرائعة في حد ذاتها. على الرغم من افتقارها إلى لوحة الألوان الغنية لمعظم المعاصرين والخلفاء ، تتميز التصميمات الداخلية والخارجية لكامبون بخطوط دقيقة وحساسة تدحض إحساسًا قويًا بالتكوين المعماري ومعرفة كل مسرحية أو احتياجات مكانية للأوبرا.

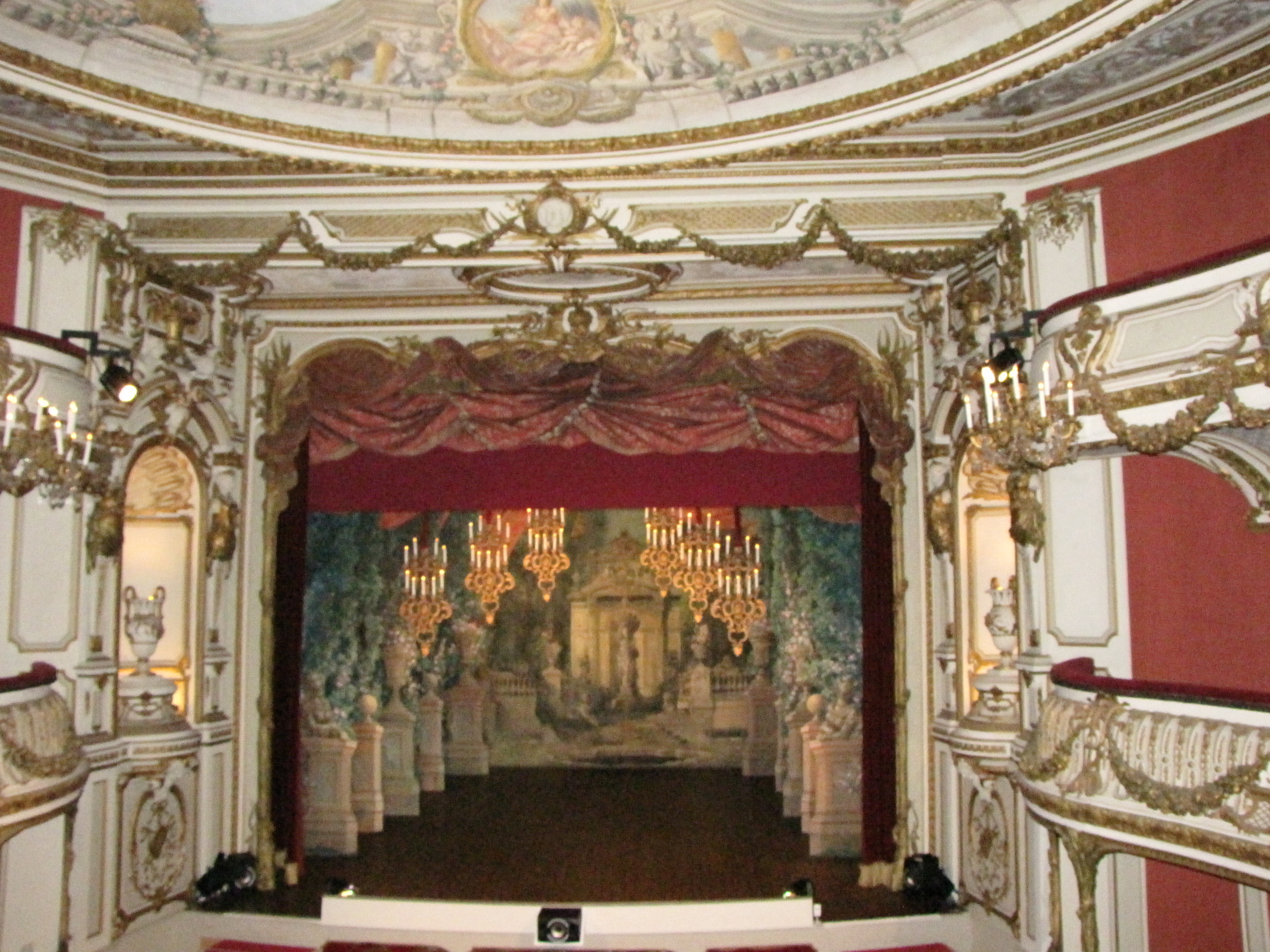
يحتوي تشيماي مسرح القلعة، على المشهد الأصيل الوحيد الذي رسمه كامبون في العالم: خلفية من 1860-3.

## وصلات خارجية
- تقدم Gallica المئات من التصميمات ونماذج الحجم من Cambon المحفوظة في Bibliothèque-Musée de l'Opéra
- يقدم La Grange تصميمات Cambon لـ Comédie-Française